# La Géode
La Geode – sala kinowa w Parku La Villette w 19. dzielnicy Paryża w kształcie kuli o średnicy 36 m.
Konstrukcja pokryta jest wypolerowaną blachą stalową. Kula uniesiona jest na żelbetowych podporach i otoczonej basenem z wodą, na której znajduje się grający zegar słoneczny.
Sala kinowa posiada 375 miejsc. Zastosowano tu ruchomą widownię i ekran hemisferyczny, który tworzy półkulę o średnicy 26 m.